# کنت، شهرستان پایک، آلاباما
کنت (به انگلیسی: Kent) یک منطقهٔ مسکونی در ایالات متحده آمریکا است که در شهرستان پایک، آلاباما واقع شده‌است. کنت  ۱۲۱٫۰۱ متر بالاتر از سطح دریا واقع شده‌است.